# بخش قدیمی تالین

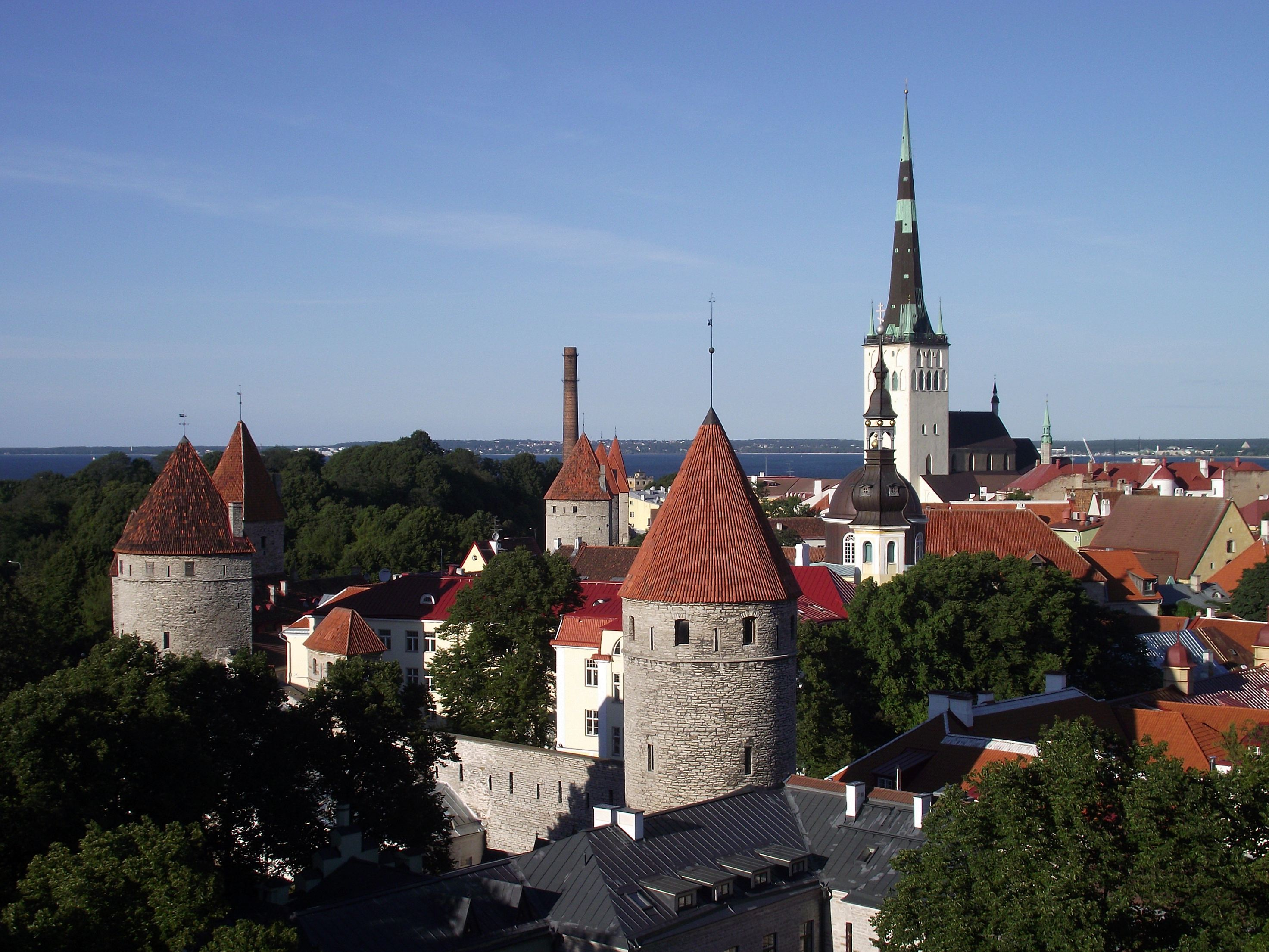
نمایی از بخش قدیمی تالین

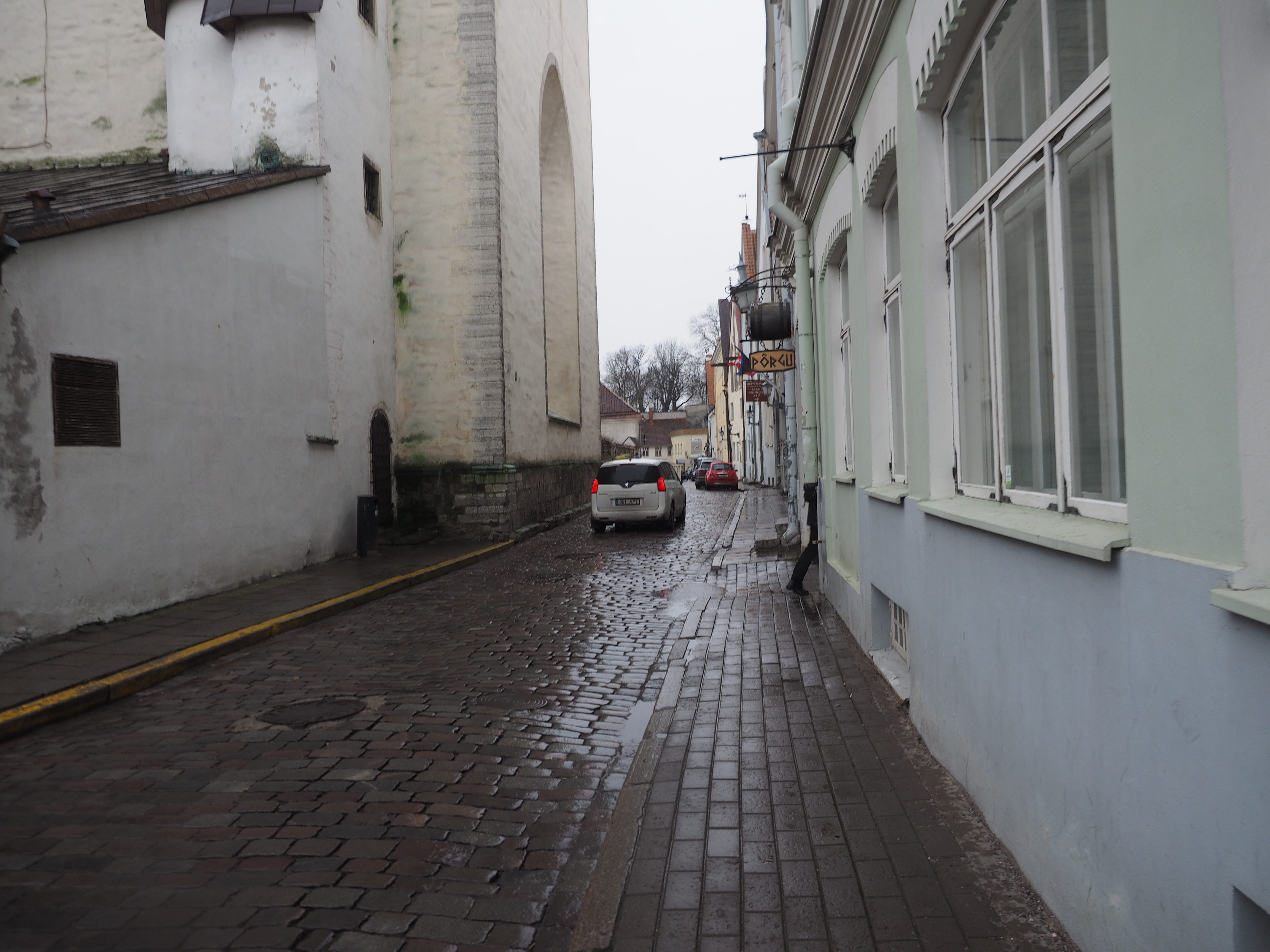
برخلاف اکثر تالین، خیابان‌های بخش قدیمی به‌جای آسفالت، سنگ‌فرش شده‌اند.

بخش قدیمی تالین (استونیایی: Tallinna vanalinn) قدیمی‌ترین بخش شهر تالین، استونی است.
این بخش از شهر تالین موفق شده‌است ساختار و بافت قرون وسطایی و تاریخی خود را که از قرن ۱۳ میلادی بوده حفظ کند. در سال ۱۹۹۷ میلادی بخش قدیمی تالین در فهرست میراث جهانی یونسکو ثبت شده‌است.
بخش قدیمی با وسعت ۱۱۳ هکتار در کنار دیوارهای تالین قرار دارد و بیشتر ساختمان‌های آن در طول قرن‌های سیزدهم تا شانزدهم ساخته شده‌است.

## نگارخانه

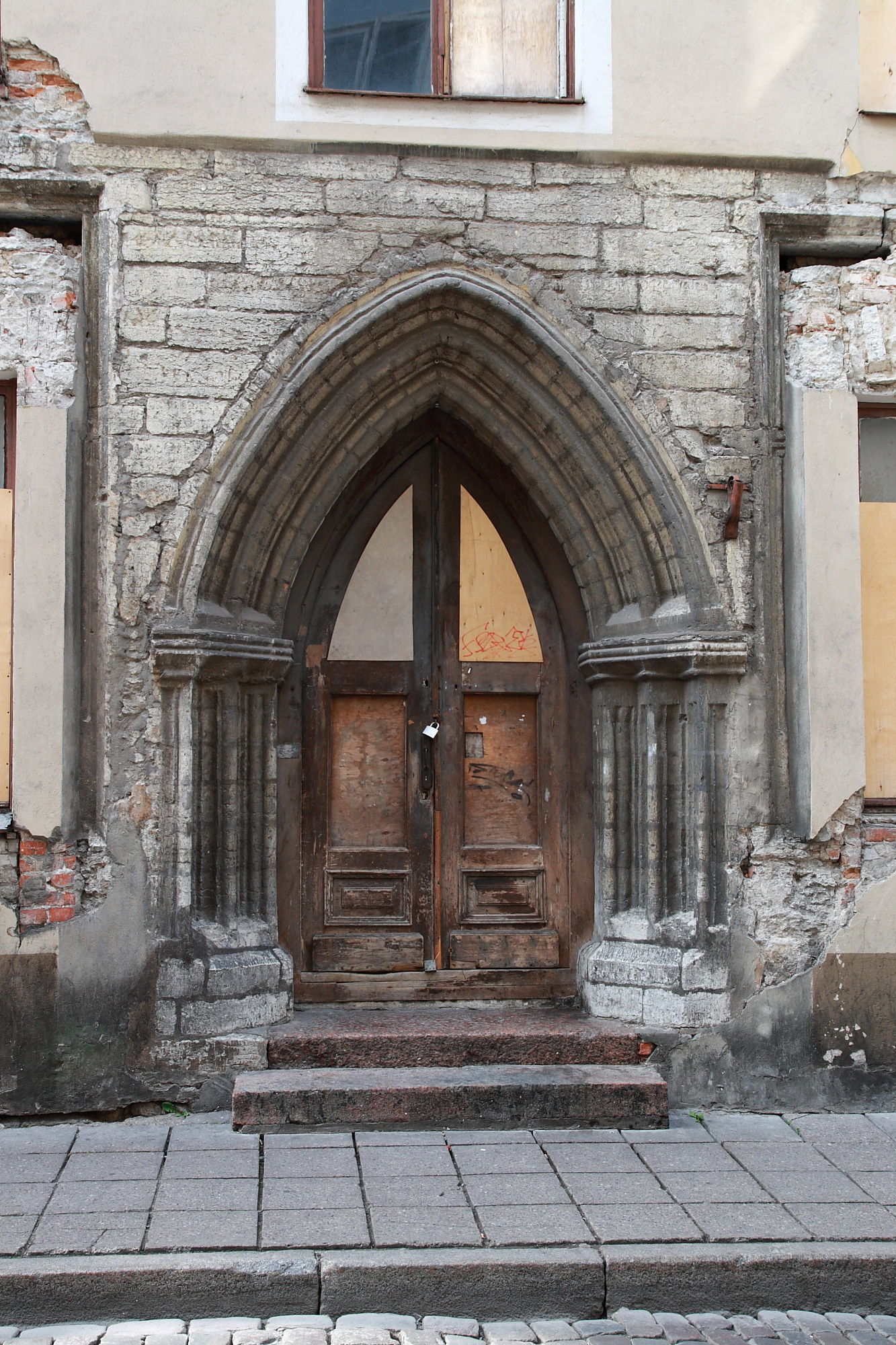
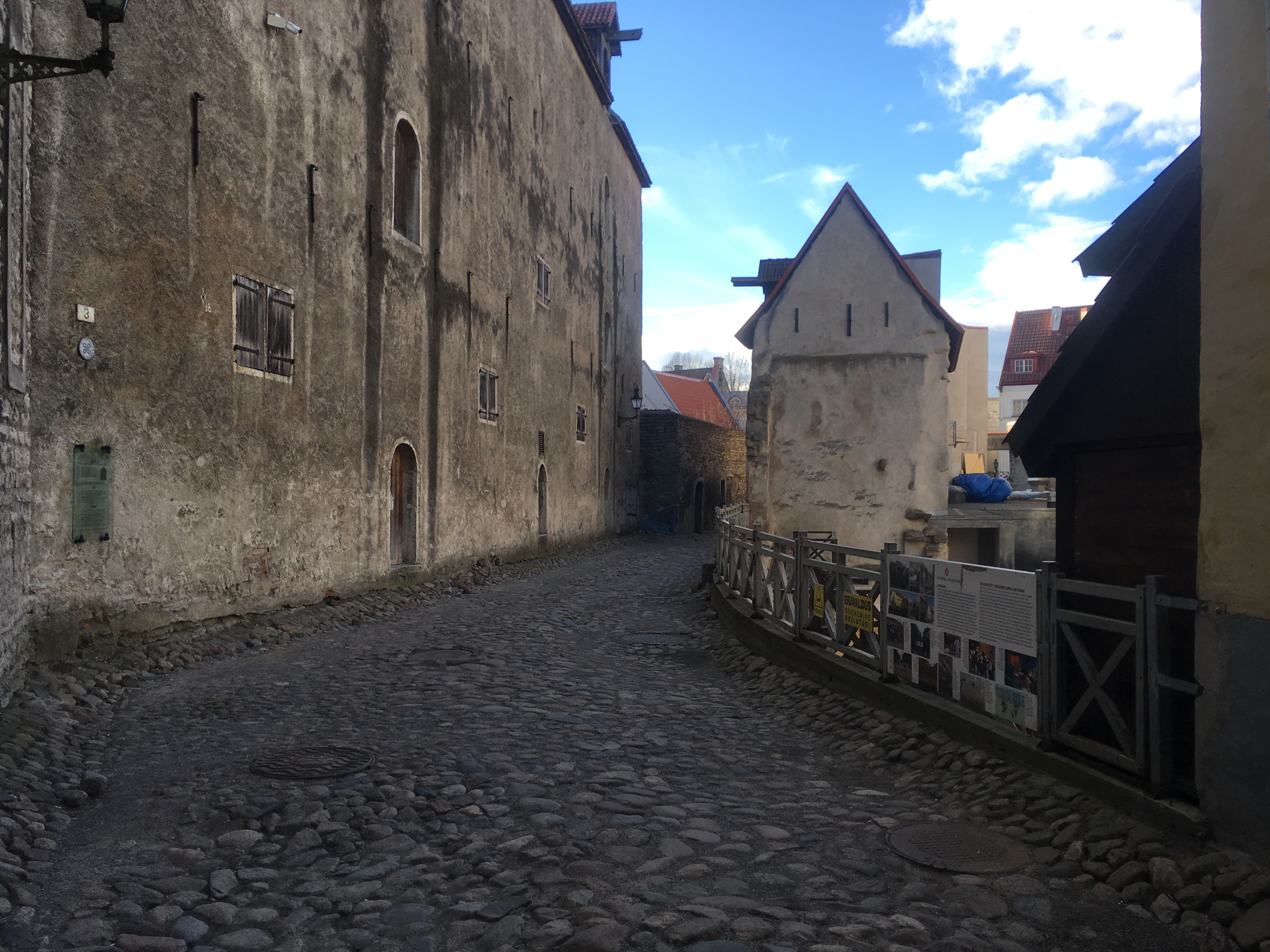
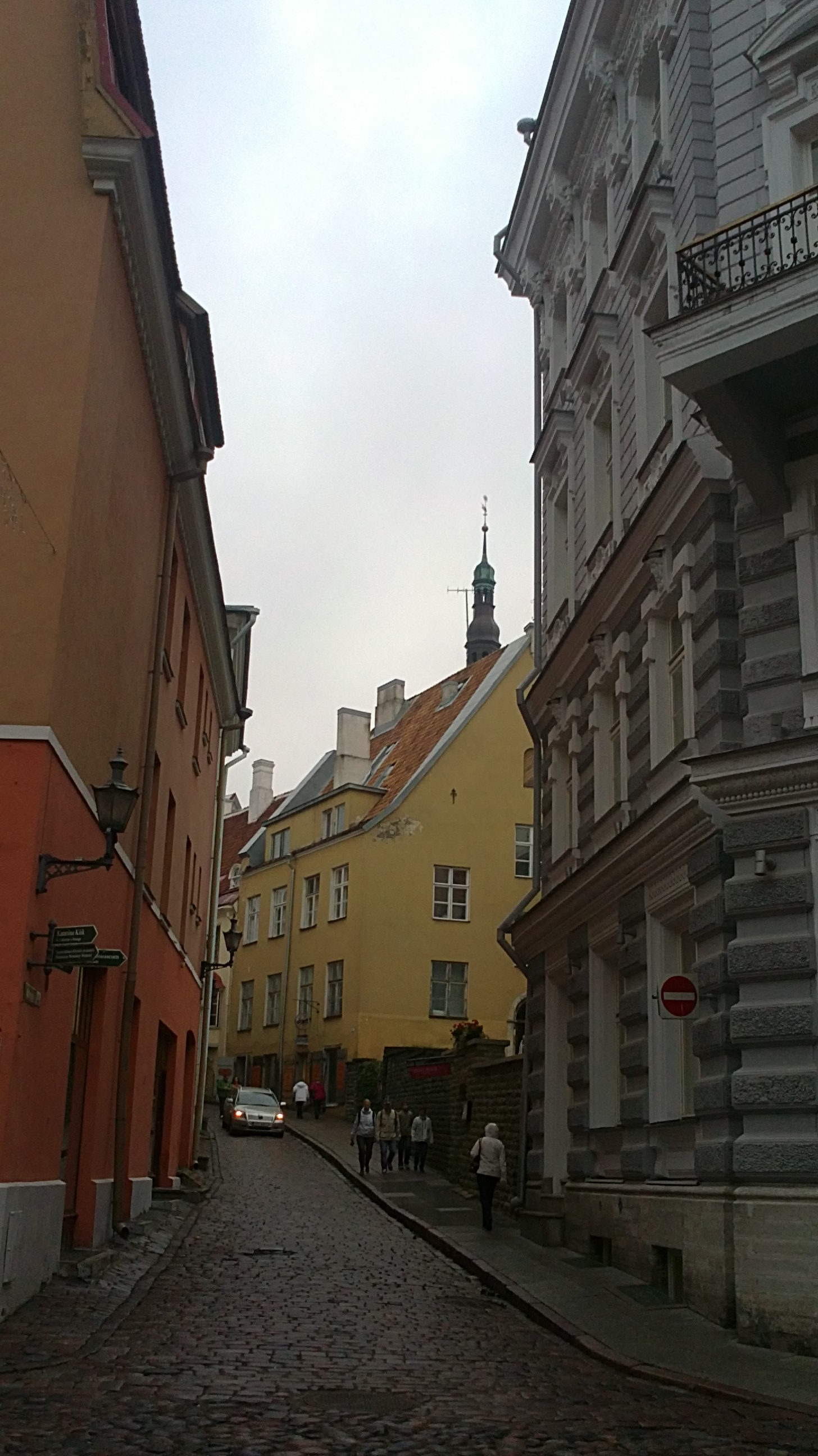
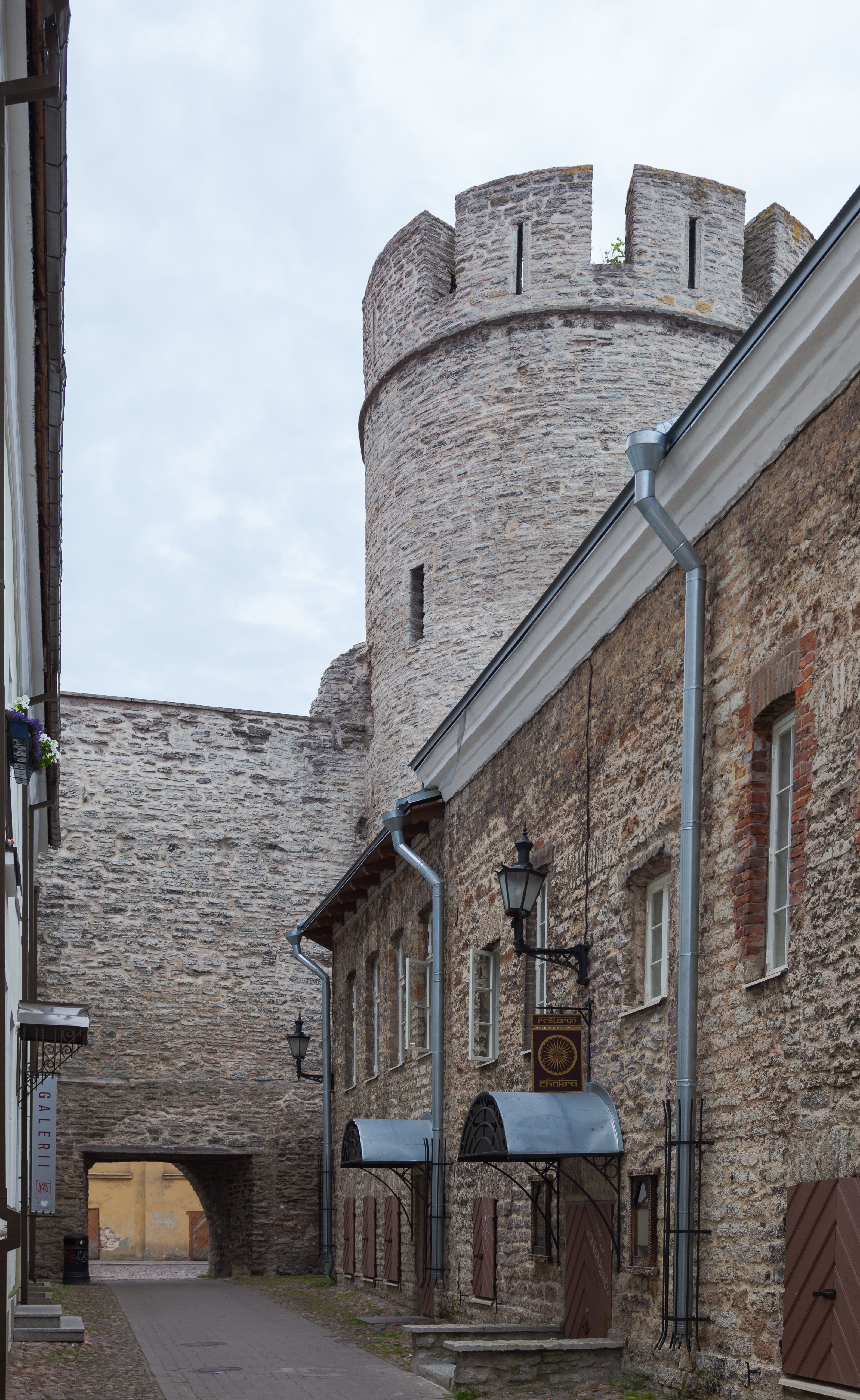
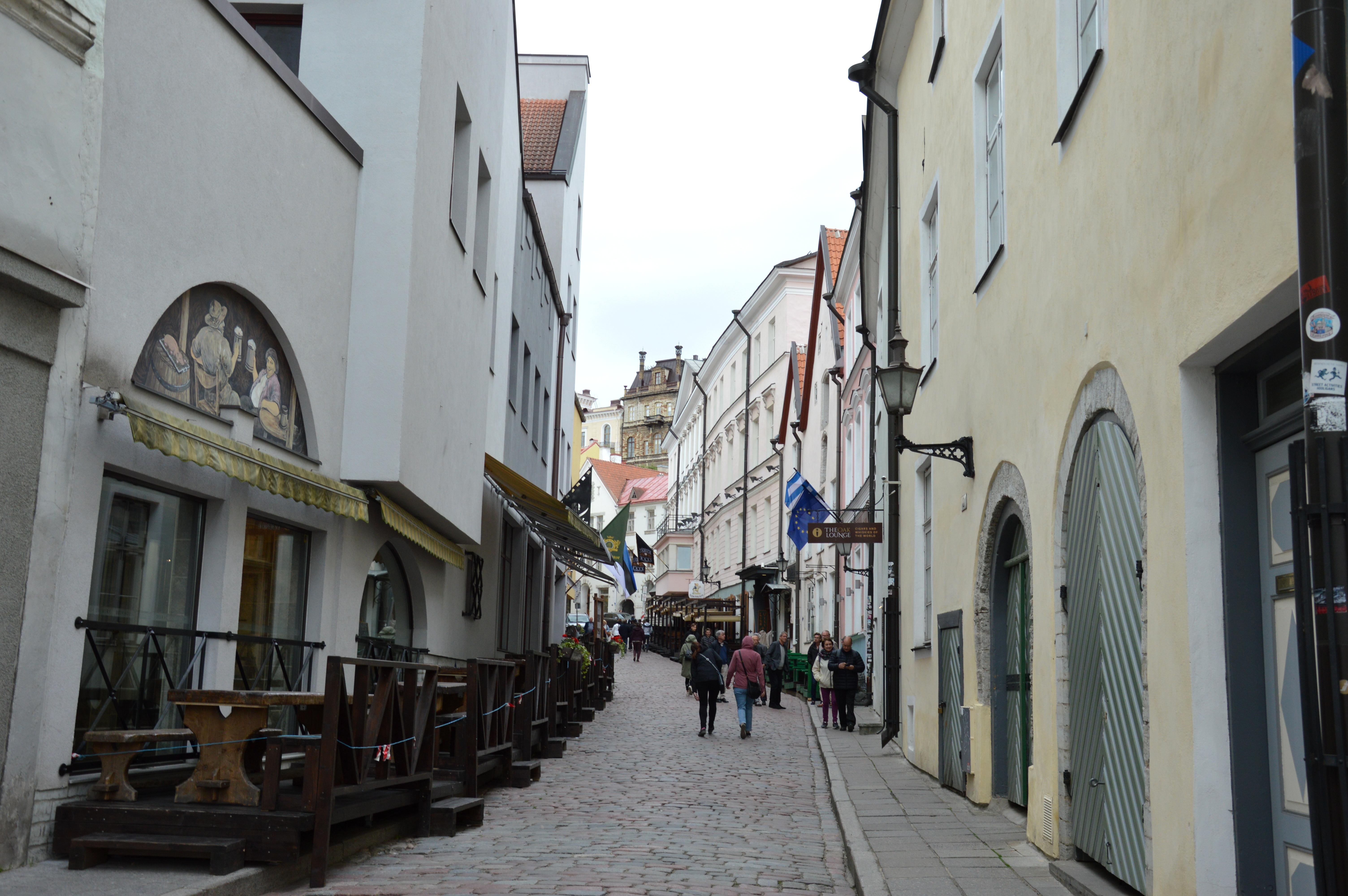
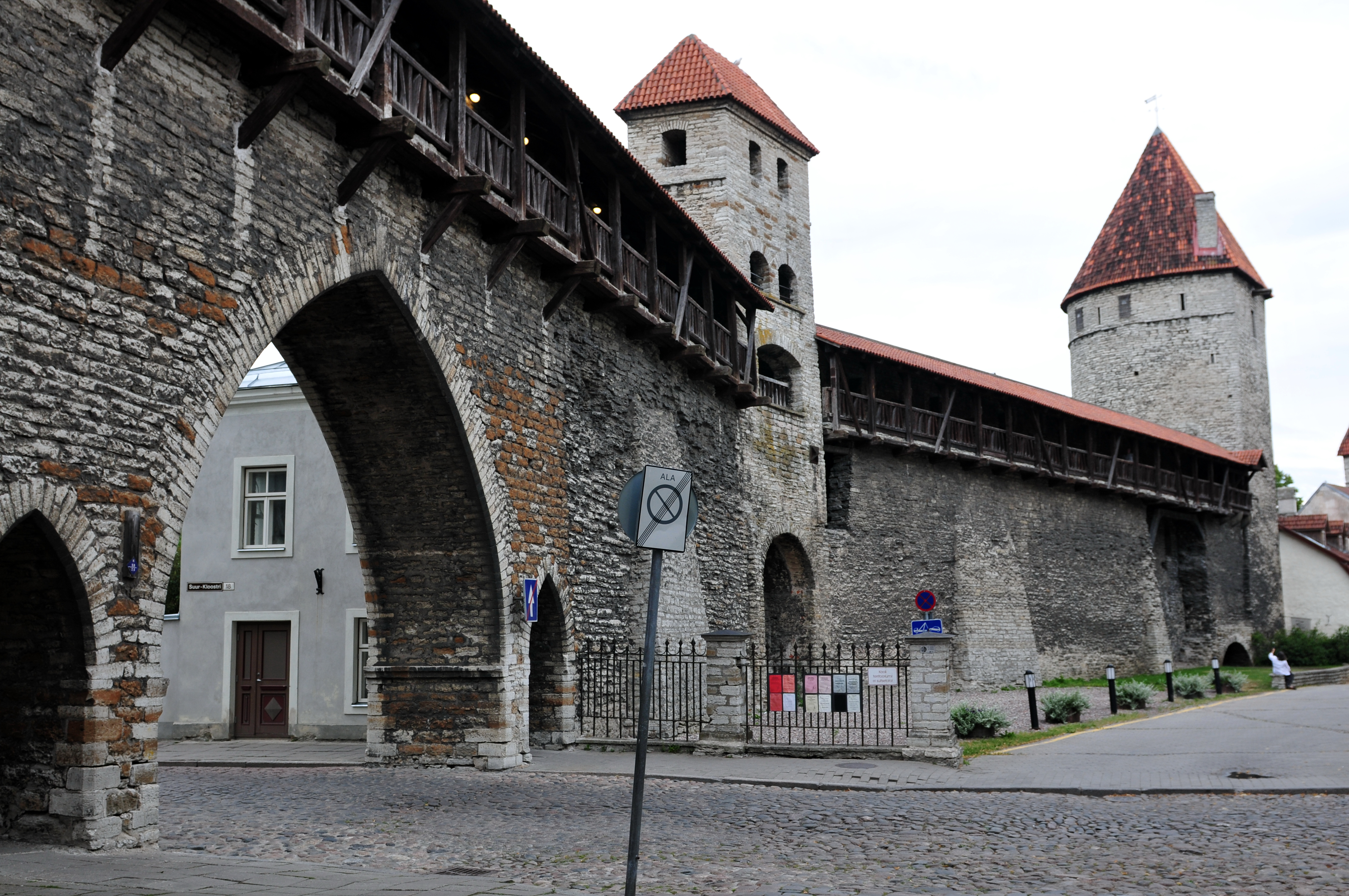
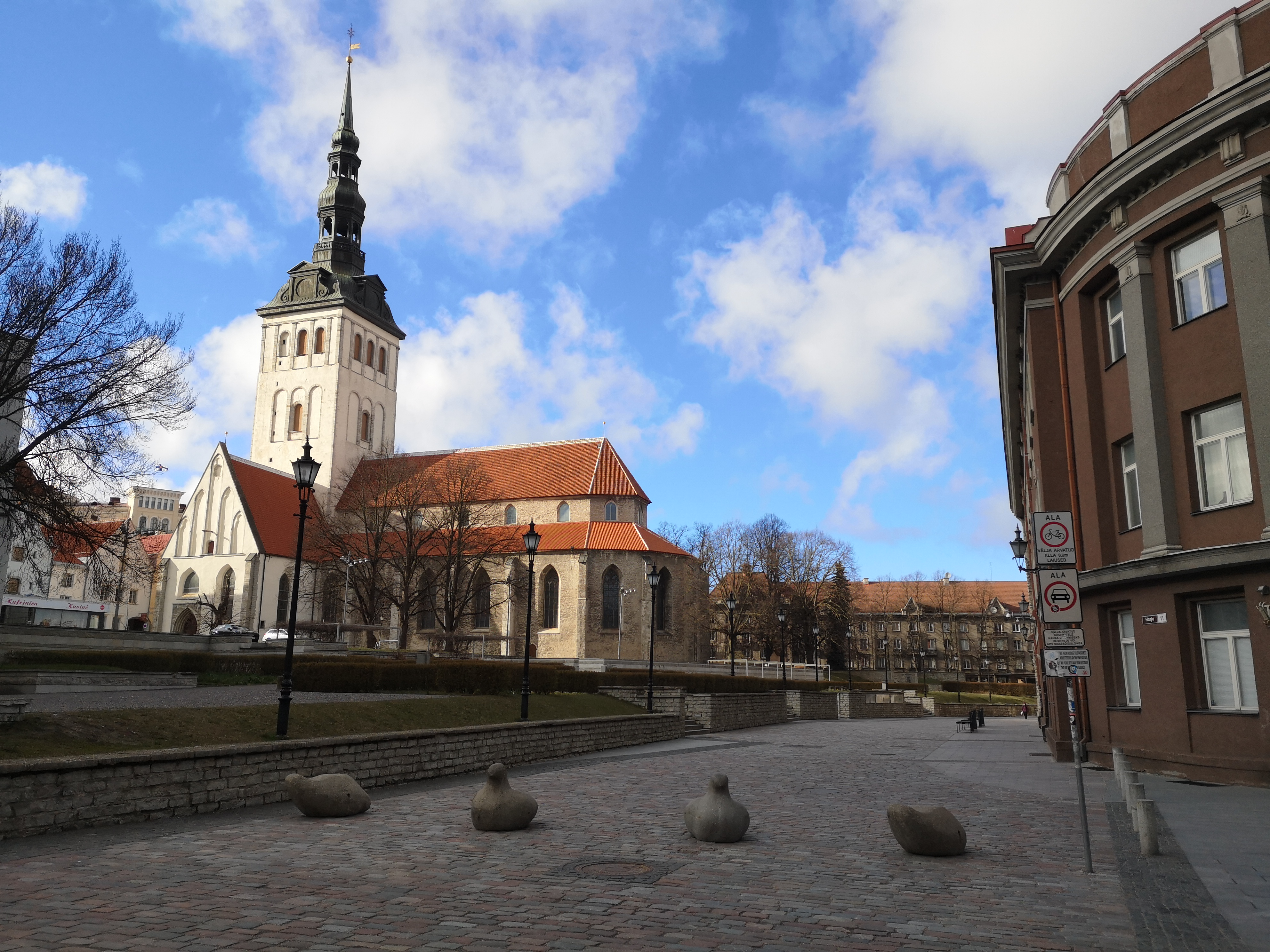
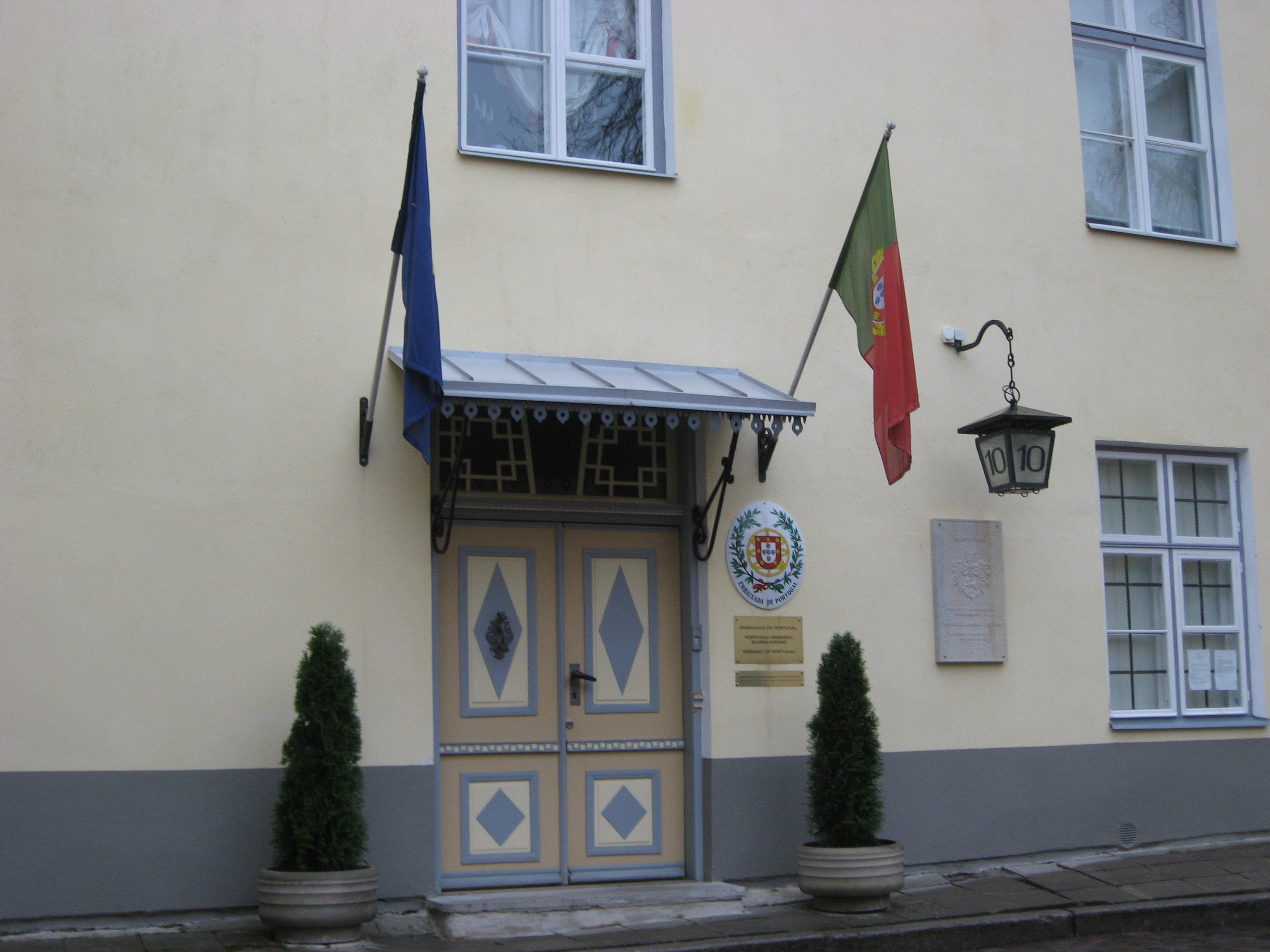
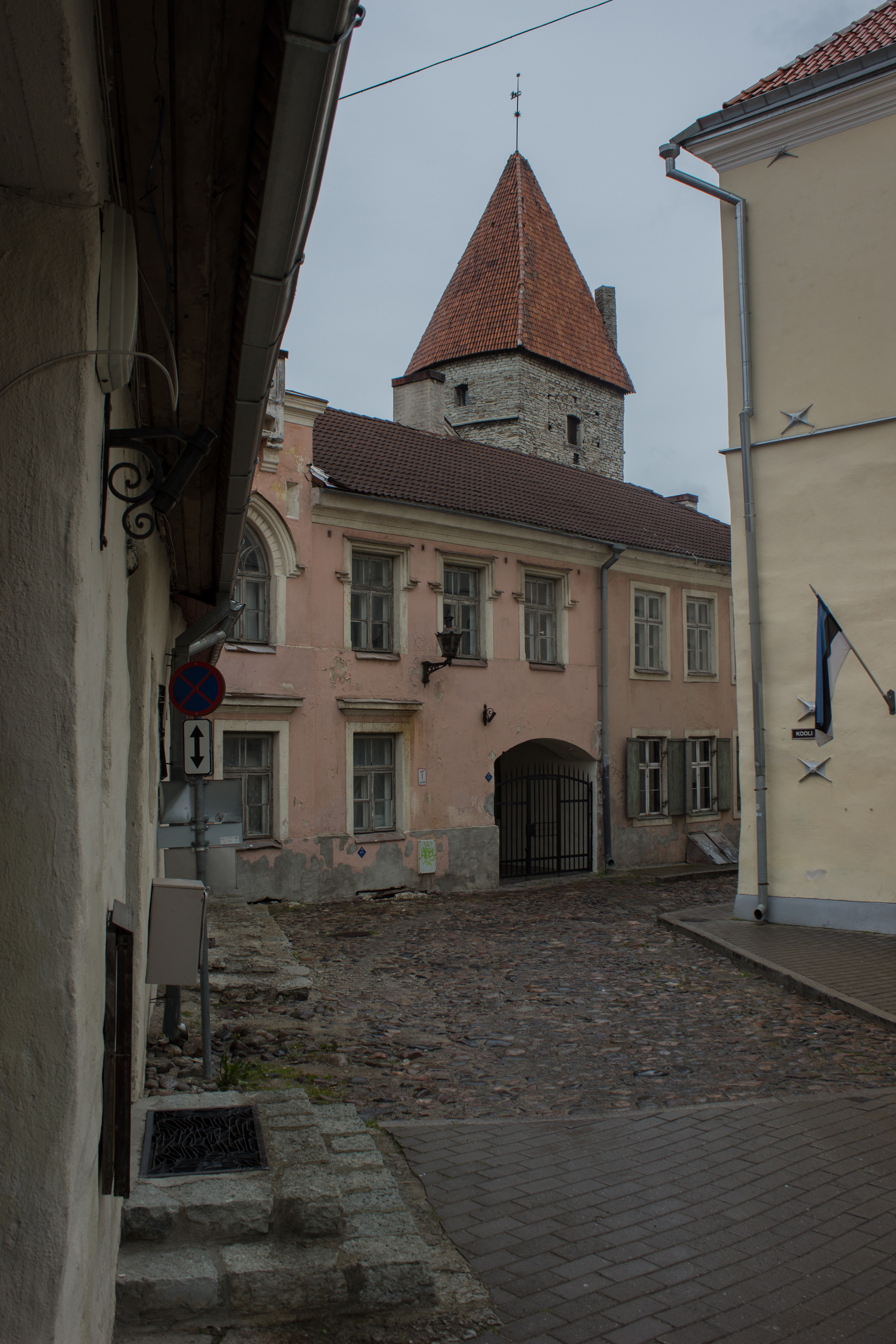
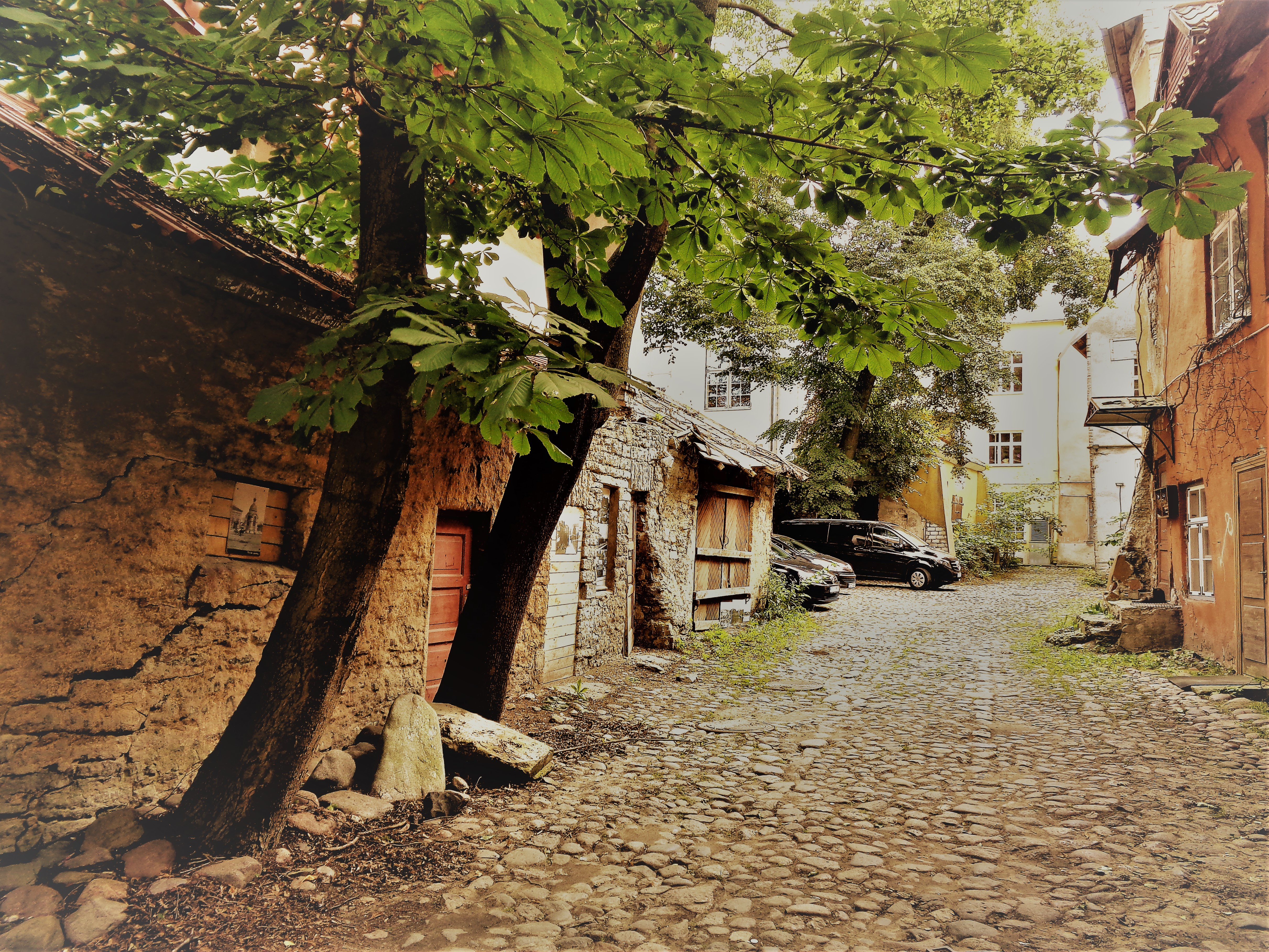